# Lucio Marqueta Navasa
Lucio Marqueta Navasa   (Saragossa, 22 de desembre de 1914 - Oviedo, 2 de maig de 1988), conegut futbolísticament com a Campos, fou un futbolista espanyol de la dècada de 1940. Segons la biografia escrita pel seu fill, els cognoms Marqueta Navasa van ser els que se li van imposar a l'orfenat Hogar Pignatelli de Saragossa, sent posteriorment adoptat per la família Campos Sanz, d'on provindria el sobrenom "Campos" pel qual va ser conegut.
Jugava a la posició de mig dret. A la seva ciutat natal havia jugat al CD Juventud de Zaragoza, CD Amistad i Club Aviación Nacional. Va ingressar al RCD Espanyol durant la guerra civil. Fou un dels futbolistes més destacats la temporada 1939-40, que acabà amb els triomfs a la Copa d'Espanya i el Campionat de Catalunya. La temporada següent gaudí de pocs minuts i acabà marxant al Reial Oviedo, on jugà durant sis temporades més.

## Palmarès
- Campionat de Catalunya de futbol:
  - 1939-40
- Copa espanyola:
  - 1939-40